# Filippo Romagna
Filippo Romagna (* 26. Mai 1997 in Fano) ist ein italienischer Fußballspieler. 

## Karriere

### Verein
Filippo Romagna begann seine Fußballkarriere in seiner Heimatstadt Fano. Im Alter von zehn Jahren schloss er sich dem Rimini Football Club 1912 an. Im Jahre 2011 wechselte Romagna ins Jugendteam von Juventus Turin. Nach Leihen zu Novara Calcio und Brescia Calcio in die Serie B wechselte er am 28. Juli 2017 zu Cagliari Calcio und unterschrieb einen Vertrag mit fünfjähriger Laufzeit. Am 17. September debütierte er für Cagliari in der Serie A als Einwechselspieler. Er ersetzte João Pedro in der 91. Minute des 2:0-Auswärtssiegs bei SPAL Ferrara.

### Nationalmannschaft
Romagna hat sein Land in verschiedenen Altersgruppen vertreten. Er nahm an der U-19-Europameisterschaft 2016 und an der U-20-Weltmeisterschaft 2017 teil.
Am 1. September 2017 debütierte er unter Luigi Di Biagio in der italienischen U21-Mannschaft in einem Testspiel, das mit 0:3 gegen Spanien verloren ging.

## Erfolge
- Italienischer Zweitligameister: 2024/25